# 小郡自動車学校
株式会社小郡自動車学校（おごおりじどうしゃがっこう）は、福岡県小郡市に本社を置く福岡県公安委員会指定の自動車教習所を運営する企業。

## 免許
- 普通自動車(MT,AT)
- 大型自動二輪車(MT)
- 普通自動二輪車(MT,AT)
- 普通自動二輪車（小型限定(MT,AT)）

## 交通アクセス
- 甘木鉄道甘木線 小郡駅から徒歩6分
- 西鉄天神大牟田線 西鉄小郡駅から徒歩6分

## 周辺
- 小郡官衙遺跡公園
- 西日本国際言語学院
- 小郡市立大原中学校